# Kyriacos C . Markides
Kyriacos C. Markides é um sociólogo cipriota radicado nos Estados Unidos.
Doutor em 1970, pela Wayne State University, Michigan, desde 1972 passou a lecionar na Universidade de Maine. Especialista em Sociologia da Religião, nos últimos vinte anos tem estudado a vida e os ensinamentos dos cristãos místicos, curandeiros e milagreiros em todo o mundo.
Tornou-se conhecido com a publicação do seu livroMago de Strovolos - O Extraordinário Mundo de quem Faz Curas Espirituais, onde narra suas palestras com Daskalos, ou Spyros Sathi, um poderoso clarividente que habitava a ilha de Chipre e fazia curas espirituais, atuando como auxiliar invisível - orientado pelo Pai Yohanan - junto a seus discípulos. O aspecto mais notável no livro é a descrição dos processos de "assunção do carma" realizados por Daskalos, bem como a forma como lidava com as chamadas "formas-pensamento", termo cunhado no âmbito da literatura teosófica.